# Río de la Turba
Río de la Turba är en flod  i Argentina, på gränsen till Chile. Floden mynnar ut i Rio Grande och är belägen i provinsen Eldslandet i den södra delen av landet, 2 300 km söder om huvudstaden Buenos Aires.
Omgivningen kring Río de la Turba består huvudsakligen av gräsmarker och är mycket glesbefolkad, med 5 invånare per kvadratkilometer.